# Goodnight, Sweet Grimm
Goodnight, Sweet Grimm (conocido en Latinoamérica como "Buenas Noches, Querido Grimm") es el vigésimo segundo y último episodio de la segunda temporada de la serie de televisión estadounidense de drama/policíaco/sobrenatural/Fantasía oscura Grimm. El guion principal del episodio fue coescrito nuevamente por los creadores de la serie David Greenwalt y Jim Kouf, y la dirección general estuvo a cargo de Norberto Barba. 
El episodio se transmitió originalmente el 21 de mayo del año 2013 por la cadena de televisión estadounidense NBC. En el caso de en Hispanoamérica, la emisión de este episodio se llevó a cabo hasta cuatro meses después de su estreno original, el 9 de septiembre del mismo año con subtítulos y doblaje al español incluidos. 
En este episodio la recién reencontrada estabilidad de Nick con Juliette (quien ya esta consiente de la existencia de los Wesen) se ve interrumpida cuando Eric Renard y su descubierto sirviente Barón Samedi, ponen en marcha su más elaborado y misterioso plan, el cual tiene involucrados a una violenta e implacable plaga de zombis sobre Portland y algunos documentos falsos de defunción. Por otra parte la embarazada Adalind decide escoger un lado en la peligrosa disputa entre Stefania y Frau Pech. 

## Argumento
Nick visita a Juliette en su hogar, donde los dos por fin tienen la larga esperada conversación sobre la verdadera identidad del detective como un Grimm. Durante la discusión, los dos recuperan su química como pareja y Juliette deja en claro que está dispuesta a continuar con el noviazgo aun sabiendo la verdadera naturaleza del mundo. En el hogar de Monroe, el blutbad y su novia Rosalee tienen una cena romántica, en la que los dos deciden optar por intimidar, al comprender que quizás Nick y Juliette se han reconciliado y por lo tanto no habrá nadie quien los interrumpa.
Al día siguiente Barón Samedi (siguiendo las órdenes de su amo Eric Renard) realiza una especie de ritual con estilo vudú y suelta a todas sus víctimas convertidas en zombis a la ciudad de Portland. Los reportes de los violentos ataques a los civiles, no tardan en llamar la atención de la policía y por lo tanto Nick, Hank y Wu terminan uniéndose al resto de sus compañeros para contener la amenaza. Durante el fragor de los ataques, Wu termina siendo mordido en la pierna por Lilly OHara y Nick se las arregla para capturar a uno de los zombis con vida.
En Viena, Frau Pech decide tomar el control de la situación del contrato con Adalind y Stefania a espaldas de todos. Para lograrlo, la anciana Hexenbiest, crea un poscima que la hace intercambiar de apariencia con Adalind. Una vez que su plan sale con éxito, Stefania la contacta creyéndola su cliente y la cita a una cena para discutir su plan para deshacerse de Frau Pech. Una vez que las dos se ven de frente, la gitana le comenta que tiene planeado matar a Frau Pech cuanto antes y arrancarle su corazón mientras aún late, ya que es la única manera de restaurar los poderes Hexenbiest. Frau Pech (como Adalind) se cuestiona la efectividad de dicho plan, pero las cosas toman un giro cuando Stefania y sus hijos la acorralan, revelando que estaban consientes de su verdadera identidad. Stefenia apuñala a la transformada Frau Pech y se prepara para arrancarle su corazón por el pecho. Adalind se despierta tras la muerte de Pech y sonríe, sabiendo que sus planes van por buen camino.    
Eric Renard contacta a su medio hermano en Portland, para comentarle que tiene sus propios planes y extenderle la invitación de unirse a su causa. El capitán Renard, solo se limita a responder que necesita tiempo para pensarlo.
Nick decide llevar al zombi mecánico que capturó a la tienda de especias con la esperanza de encontrar una cura para dicho estado. Rosalee advierte que el proceso de "zombificicacion" tiene cuatro etapas y que la cuarta, que es la agresión, es la única en la que el antídoto puede aplicarse sin poner en riesgo la vida de la víctima. Mientras Nick está ausente, los dos wesen se las arreglan para inocularle el antídoto al mecánico. Antes de continuar con su típica rutina en la resolución de uno de sus tantos casos relacionados con los wesen, Nick pasa a su hogar a reportarse con su novia y para la sorpresa del primero, la segunda tiene planeado acompañarlo y ayudarlo; pues "tiene mucho que aprender". Al llegar a la tienda de Rosalee, Nick y Juliette ven que el mecánico se ha recuperado y tras entrevistarlo, todos descubren que fue retenido en un lugar oscuro y estrecho. Antes de irse de la tienda, Nick le encarga a Rosalee esconder la llave-mapa.
Una vez que Nick descubre el lugar en el que quedó la camioneta del "misterioso hombre con sombrero de copa", el cuarteto se dirige al puerto de Portland, lugar donde se ven obligados a enfrentarse a un gran número de agresivos y violentos zombis, y hacen todo lo posible por curar a algunos de ellos. Desafortunadamente el grupo es reducido de inmediato por los implacables zombis, y se ven obligados a refugiarse en el auto sin Nick. Por su parte, el Grimm intercepta a Barón Samedi y los dos comienzan una batalla, hasta que el Cracher-Mortel escapa en un contenedor. Nick se adentra en el contenedor y tras echar un vistazo a un ataúd de metal, encuentra algo tenebroso: documentos falsos de defunción con su foto en ellos. De repente Barón Samedi sale de la oscuridad y le escupe a Nick su saliva. Mientras Nick se convierte en un zombi, Eric Renard llega al contenedor listo para llevarse a Nick de Portland.

## Elenco
- David Giuntoli como Nick Burkhardt.
- Russell Hornsby como Hank Griffin.
- Bitsie Tulloch como Juliette Silverton.
- Silas Weir Mitchell como Monroe.
- Sasha Roiz como el capitán Renard.
- Bree Turner como Rosalee Calvert.
- Reggie Lee como el sargento Wu.
- Claire Coffee como Adalind Schade.

## Producción
La frase al comienzo del episodio fue sacada del conocido relato de Shakespeare: Hamlet.
Originalmente la fecha de estreno del episodio había sido programada para el 17 de mayo de 2013 en una emisión sin interrupciones de los 10 episodios restantes de la temporada. Sin embargo por distintos factores ocurridos a lo largo de la transmisión. El episodio terminó siendo reprogramado para emitirse el martes 21 de mayo.

### Actuación
Antes de su estreno en una entrevista con la actriz Bree Turner, la misma advirtió que un personaje principal de la serie estaría en peligro en el final de temporada: "Definitivamente la vida de alguien esta en la balanza y es muy, muy, muy aterrador para esta persona. Honestamente no se como vamos a resolver esto en términos de cronología. Estoy nerviosa y emocionada de como la temporada 3 va a comenzar con este cliffhanger".

### Guion
El episodio presentó en su final de temporada a Nick siendo transformado en un zombi y llevado en un ataúd de metal a un rumbo desconocido. Sobre lo acontecido, el actor encargado de interpretar al protagonista David Giuntoli comento lo más que pudo en diferentes entrevistas:
En una entrevista con Zap2it Giuntoli comento: "Se que probablemente pase por el asunto completo zombi, donde termino transformado y muy violento. No puedo imaginar escapar de eso por mi cuenta. Lo que si me da curiosidad es saber en que lado caerá el capitán Renard. No estoy completamente seguro de que solo este del lado del Grimm o de la pandilla Scooby. Creo que sus intenciones son maliciosas y no confío en el sujeto aun."
En una entrevista con TV Guide en el que se le preguntó sobre el final y la posible trama de la siguiente temporada, el actor agregó: "Estoy en la oscuridad. Se habló de... Europa en la próxima temporada. Ya saben, Vienna. A mi, por supuesto se que me encantaría. Pero eso es lo que creo. Sería doloroso, buscar un nuevo equipo y una producción... pero de veras no tengo idea. Me imagino que voy a tener que pasar por toda la metamorfosis zombie, pero aparte de eso, ustedes saben tanto como yo."
En un reportaje de Tv Line, Giuntoli hablo sobre las decisiones del guion del episodio: "Si, a nuestros escritores les encanta reunir a las personas solo para separarlas. Es un mundo muy disfuncional de escribir. Si, hubo un algo con Juliette. Ella parecía estar bien con todo – sorprendente, por cierto. E instantáneamente, son separados de nuevo por estas circunstancias. Ya veremos que pasa".

### Efectos
En la entrevista con TvGuide Giuntoli dio su opinión sobre sus experiencias en el set de las filmaciones del episodio: "Lo más difícil sobre el maquillaje zombi es definitivamente los ojos. Tenemos que ponernos lentes de contacto que son del tamaño de una moneda. Gracias a Dios tenemos grandes lentes de contactos porque hubiera sido una experiencia muy incomoda si no hubiéramos tenido a las personas correctas con nosotros. Pero el maquillaje de muerto es solo un juego de niños. Me ponen un poco de polvo. Y listo. Y me recuesto en el ataúd me sorprendió lo ajustado que estaba ahí. Yo estaba bien con eso. No me molesto para nada. Creo que un ataúd de madera hubiera sido mas perturbador."

### Continuidad
- Juliette se vuelve un miembro oficial del equipo sobrenatural.
- Monroe y Rosalee llevan su relación al siguiente nivel.
- La primera fase para regresarle los poderes Hexenbiest a Adalind ha sido iniciada por Stefania.

## Recepción

### Audiencia
En el día de su transmisión original en los Estados Unidos por la NBC, el episodio fue visto por un total de 5.013.000 de telespectadores. Sin embargo, el total de personas que vieron y descargaron el episodio fue de 7.790.000 de espectadores.

### Crítica
Kevin McFarland de AV Club le dio al episodio una A- en una categoría de la A a la F comentando con grandes observaciones positivas: "Pero sigo regresando al sentimiento alegre que me dio ese final y me hace pensar en todas las posibilidades y preguntas, sobre las futuras aventuras de Nick, Monroe, Rosalee y el resto del grupo juntos. Maldecir la ley, secuestrar al loco mecánico y lidiar con los casos Wesen fuera de los libros de ser necesario, no necesito oír sobre la IA o el punto de vista político del DP de Portland. “Goodnight Sweet Grimm” nos demuestra que ponerle fe a las mejorías del show no hará que alcance un nivel de calidad como el de Buffy, o incluso Ángel, pero es mejor descubrir como puede mejorar el show cuando se le da la oportunidad que seguir entendiendo este mundo."
Mary Anne Sleasman de Tv.com le dio observaciones positivas al episodio en su crítica: "Así que un semi zombificado Nick en una caja con rumbo (asumo que) de regreso a Europa, Juliette eligiendo el peor momento para convertirse en la compañera de aventuras de un Grimm, y Portland aún rodeada de come carnes. Buen juego, Grimm. Oh y ese pequeño detalle obligatorio de ¿Continuara? Me gustan lo que hacen. Si sabía que iba a pasar- o casi, asumí firmemente que así sería- pero me gusto que se anticiparan a la moderna credibilidad de la que sufren. Uno tiene problemas de recuperarse la primera vez."
Shilo Adams de TvOvermind solo tuvo pensamientos y observaciones positivas del episodio: "Así que: la temporada dos: ¿Fue peor o mejor que la primera? En general, la prefiero- la segunda temporada no está libre de sus bajas (la amnesia de Juliette duro demasiado, muchas lagunas sobre las tramas de receso), pero creo que tuvo sus puntos bastantes altos. Además su final fue mucho menos frustrante que el de la temporada pasada, lo que me hace pensar que la temporada tres podría estar en posición de ser más exitosa."